# Цеков Олег Мусович
Олег Мусович Цеков (нар. 17 листопада 1966, м. Челябінськ, Російський РФСР, СРСР) — російський воєначальник, генерал-лейтенант (2020). Заступник начальника Загальновійськової академії Збройних Сил Російської Федерації (2020—2022), командир 200-та окремої мотострілецької бригади Берегових військ Північного флоту ВМФ РФ.

## Життєпис
Народився 17 листопада 1966 року в місті Челябінську. В 1984—1988 роках проходив навчання курсантом 3-го взводу 9-ї роти Челябінського вищого танкового командного училища імені 50-річчя Великого Жовтня.
Проходив військову службу в Туркестанському, Закавказькому, Забайкальському, Сибірському та Північно-Кавказькому військових округах, а також у Монголії на різних командних посадах. З 2007 по 2009 рік обіймав посаду командира 74-тої окремої гвардійської Звенигородсько-Берлінської мотострілецької бригади 41-ї загальновійськової армії Сибірського військового округу. З 2009 по 2011 рік — слухач факультету національної безпеки та оборони держави Військової академії Генерального штабу Збройних сил Російської Федерації.
З червня 2011 року по грудень 2015 року обіймав посаду командира 200-ї окремої мотострілецької Печенської бригади Берегових військ Північного флоту ВМФ Російської Федерації. 21 лютого 2015 року Указом Президента Російської Федерації № 91 присвоєно військове звання генерал-майор.
З грудня 2015 по липень 2017 рік — начальник штабу, перший заступник командувача 6-тої загальновійськової армії Західного військового округу. З 5 липня 2017 року по серпень 2018 року — начальник штабу, перший заступник командувача 8-ї гвардійської загальновійськової армії Південного військового округу. З серпня 2018 по вересень 2020 року — командувач 5-ї загальновійськової армії Східного військового округу.
Указом Президента РФ № 143 від 20 лютого 2020 року присвоєно військове звання генерал-лейтенант.
З 18 вересня 2020 року обіймав посаду заступника начальника Загальновійськової академії Збройних Сил Російської Федерації. Начальником академії на той працював Олександр Романчук. Останнім часом — командир 200-та окремої мотострілецької бригади Берегових військ Північного флоту ВМФ РФ.
Учасник парадів перемоги на Червоній площі 2021, 2022, 2023 років.
22 вересня 2023 року Олега Цекова, за інформацією начальника Головного управління розвідки Міноборони України Кирила Буданова разом із командувачем угрупуванням Збройних сил Росії на Запорізькому напрямі Олександром Романчуком, було важко поранено під час ракетного удару по штабу Чорноморського флоту в тимчасово окупованому Севастополі. Романчук перебуває у дуже тяжкому стані, а Цеков — без свідомості.

## Нагороди
- Орден «За заслуги перед Вітчизною 3-го ступеня» з мечами[9] ,
- Орден «За заслуги перед Вітчизною 4-го ступеня» з мечами[9] ,
- Орден Олександра Невського[9] ,
- Орден Кутузова[9] ,
- Два «Ордени Мужності»[9] ,
- Орден «За військові заслуги» ,
- Орден Пошани ,
- Медаль ордену «За заслуги перед Вітчизною» 2-го ступеня
- Дві медалі «За відвагу»
- Медаль «За бойові заслуги»
- Медаль «За відзнаку у військовій службі» 1-го ступеня
- Медаль «За відзнаку у військовій службі» 2-го ступеня
- Відомчі нагороди Міноборони СРСР та РФ.